# Bátyi Zoltán
Bátyi Zoltán (Szeged, 1956. április 12. –) jogász, újságíró, író, bírósági tisztviselő, a Szegedi Írók Társaságának tagja.

## Életútja
Kárpátaljáról, Szürtéről származó édesapja, idősebb Bátyi Zoltán (1919–1993) és a nagykőrösi születésű édesanyja, Szűcs Ilona (1922–1987) közös életüket 1944-ben Nagykőrösön kezdték el, majd 1949-ben Szegedre költöztek, ahol 1956 tavaszán megszületett a fiuk. Szeged külvárosában, Rókuson nőtt fel, iskoláit is a városban járta ki. A Szegedi Rókusi Általános Iskola elvégzését követően, a szegedi Vedres István Építőipari Szakközépiskolába (1970-1974) került, ahol érettségit tett. Tanulmányait a JATE Állam- és Jogtudományi Karán folytatta (1975). Jogászi diplomája kézhezvételét követően (1980)  újságíró gyakornokként elvégezte a MÚOSZ Újságíró Iskolát (1981–1982) is, majd újságíróként kezdte a pályáját a Csongrád Megyei Hírlap (1980–85) szerkesztőségében. Idővel átszerződött a Délmagyarország (1985–1989) napilaphoz. Később a Délvilág, majd Reggeli Délvilág (1989–1994) főszerkesztő-helyettese lett. Dolgozott a Magyar Televízió külsős munkatársaként, majd a Békés Megyei Nap és Szegedi Napló (1995–96) szerkesztőségei után visszatért régi munkatársai közé a Délmagyarország (1996–2003) napilaphoz. Az újságírói munkát 2003 szeptemberétől felváltotta a bírósági munkakör. A Szegedi Ítélőtábla sajtótitkáraként dolgozott 2020 októberéig, nyugdíjazásáig. .

## Munkássága
Újságíróként mintegy 7000 cikket jegyez, több mint 15 kötet szerzője, társszerzője. Irodalmi munkássága Szegedhez, a Tisza folyóhoz, és hazánk déli tájegységéhez kötődik, az itt élő emberek, kisemberek történeteit meséli el esszéiben, novelláiban. Kitalált, jellegzetes figurája Belami aki „alulnézetből” gondolkodik el a nagyvilág történésein, és ezt meg is vitatja hétről hétre a Panel Pál nevű képzeletbeli lakótelep kocsmájának törzsközönségével. A népszerű Belami történetek a Délmagyarország hasábjain indultak 1986-ban, később kötetben is megjelentek, ma már Blog formában jut el az olvasókhoz.
Társszerzőként Szeged és Hódmezővásárhely nevezetességeit bemutató könyvet jegyzett. Irodalmi riportköteteiben bűntörténeti kutatásainak eredményeit teszi közzé.  Egyebek közt a szegedi Csillag börtön és bentlakói életét mutatja be széleskörűen, szenzációhajhászás nélkül. Három esztendő munkájával készült el bűnügyi dokumentum-riportkönyve, Marinko, avagy a halál zsoldosa címmel. A szerb Magda Marinko és bűnöző társainak nevéhez a hazai bűnüldözés legbrutálisabb rablógyilkosságai fűződnek. Az interjúkötet a gyilkosságokat és azok közegét járja körbe, Marinko korabeli vallomásai és az egykori nyomozást vezető rendőrök, nyomozók, ügyvédek megszólaltatásával, továbbá sok a nyilvánosság előtt eddig ismeretlen dokumentumok felhasználásával.
2015-ben jelent meg dokumentum kötete Hóhércsárdás címmel, amely a magyarországi kivégzések történetét dolgozza fel. Az igazságszolgáltatás sok vitát kiváltó, legsúlyosabb büntetési eszköze: a kivégzések kapcsán szól az egyes korok legnagyobb vihart kavart bűnügyeiről is. Szépírói munkássága az irodalmi folyóiratokban (Tiszatáj, Pannon Krónika, Szegedi Lap, Irodalmi Jelen, Magyar Szó kulturális melléklete, stb...) megjelent novelláiból és három novelláskötetéből ismerhető meg.

## Művei
- 1993 Belami, a nyugalmazott szépfiú - Mac-Line Stúdió Szeged (ISBN nincs jelölve)
- 2003 Belami 66 - Zsibbasztó történetek a Panel Pál lakótelepről - Bába Kiadó, Szeged ISBN 963 9511 26 9
- 2005 Tisza királynő - riportkötet Szegedről - Bába Kiadó, Szeged ISBN 963 9511 80 3
- 2006 Belami - Bába Kiadó, Szeged - ISBN 963 9717 05 3
- 2011 Táncol a Tisza - Novelláskönyv - Quintus Kiadó, Szeged ISBN 978 963 88494 8 9
- 2013 Marinko, avagy a halál zsoldosa - N3 PR-, Kommunikációs, Reklám- és Médiaügynökség Kft. ISBN 978 963 08 8022 0
- 2015 Hóhércsárdás - dokumentum riportkönyv - Agroinform Kiadó ISBN 978-963-502-812-2
- 2016 Hálózsák a felhőn - novelláskötet - Boook Kiadó ISBN 978-615-5417-19-1
- 2018 Csókolj meg, Júdás! - novelláskötet - Areión Kulturális Egyesület ISBN 978-963-89621-4-0
- 2022 Krétarajzok, gázgyár falára - novelláskötet - Areion Kulturális Egyesület - ISBN 978-615-81663-6-2

## Művei társszerzőként
- 1981 Gátszakadás 1980 - Dokumentumok a Körösök 1980. júliusi árvizéről - Békés Megyei Tanács kiadása
- 1999 Habkönnyű antológia - Egy kocsmában minden megtörténhet / Maláta Zsebkönyvek sorozat - Quota Bt. kiadása
- 2001 A Csillag – Börtönkönyv - Szukits Könyvkiadó ISBN 963 9393 69 x
- 2002 Szeged, a palotás város - Kiadja Szeged Megyei Jogú Város Önkormányzata és az IKV Rt. - ISBN 963 00 9112 7
- 2003 Hódmezővásárhely, az alföldi művészváros - Kiadja Hódmezővásárhely Megyei Jogú Város Önkormányzata - ISBN 963 214 386 8
- 2007 KÉSZ Siker - 25 éves a KÉSZ Kft. - Kiadja a KÉSZ Közép-Európai Építő- és Szerelő Kft.
- 2007 Novák István városai - Szeged, Makó, Szarvas - Dugonics Társaság kiadása
- 2009 Életfogytiglan – Az apró kortyokban fogyasztott halál - Quintus Kiadó, Szeged (ISBN jelzés nélkül)
- 2010 Ígéretek 4 - Antológia - Garbo Kiadó - ISSN 2061-7844
- 2000 50 éves a Tisza Volán
- 2000 50 éves a Vedres
- 2013 Beteg voltam, meggyógyultam - Antológia I-II
- 2017 Kurtakrimi - Antológia, Szeretemváros - Antológia
- 2018 S(z)ó, bors, paprika - Antológia, Élni nélküle - Antológia
- Szegedtől Szegedig Antológia (1995 - 2015 között minden évben)
- Szegedi Horizont Antológia (2016-tól...)

## Díjai
- A Honvédelmi Minisztérium Nívó-díja (1993)
- A Vám-és Pénzügyőrség Nívó-díja (1997)
- A Volán Egyesülés Nívó-díja (1998)
- Kölcsey-díj Szeged (2016)
- Az év jogász írója (2017, 2018, 2019, 2022)